# Théorème de Lagrange sur les polynômes
Pour les articles homonymes, voir Théorème de Lagrange.
Il s'agit d'un résultat trouvé par le mathématicien Joseph-Louis Lagrange[réf. souhaitée] concernant les polynômes. Soit P un polynôme tel que:
{\displaystyle P(x)=x^{n}+\sum _{i=0}^{n-1}{a_{i}x^{i}}}
où les {\displaystyle a_{i}} sont réels.
Si a est une racine de P, alors a vérifie
{\displaystyle |a|\leq 1+\max(|a_{0}|,\ldots ,|a_{n-1}|).}
Ce théorème reste vrai si les {\displaystyle a_{i}} et {\displaystyle a} sont complexes et l'inégalité est même stricte. Mieux : par le théorème de Rouché, le polynôme P admet n racines (comptées avec leurs multiplicités) dans le disque complexe ouvert de centre 0 et de rayon {\displaystyle 1+\max(|a_{0}|,\ldots ,|a_{n-1}|)}, ce qui fournit une preuve du théorème de d'Alembert-Gauss en plus de la majoration annoncée.
Preuve :
Supposons que {\displaystyle a} est une racine du polynôme de module supérieur à 1 (Dans le cas contraire, la majoration est triviale). Réécrivons {\displaystyle P(x)=0} de la sorte :
{\displaystyle x^{n}=-a_{0}-a_{1}x-...-a_{n-1}x^{n-1}}
en écrivant  {\displaystyle h=\max _{i=0,..,n-1}|a_{i}|} :
{\displaystyle |x^{n}|\leq |a_{0}|+|a_{1}||x|+...+|a_{n-1}||x^{n-1}|}
Comme {\displaystyle |x|>1} et pour tout entier {\displaystyle n} on a {\displaystyle |x^{n}|=|x|^{n}} , on obtient :
{\displaystyle |x|^{n}\leq h[1+|x|+..+|x|^{n-1}]}
l'expression entre crochet est une suite géométrique finie, on peut écrire:
{\displaystyle |x|^{n}\leq h{\frac {|x|^{n}-1}{|x|-1}}}
Comme {\displaystyle |x|>1} :
{\displaystyle |x|-1\leq h{\frac {|x|^{n}-1}{|x^{n}|}}=h\left(1-{\frac {1}{|x|^{n}}}\right)}
Alors:
{\displaystyle |x|-1\leq h}
Donc {\displaystyle |x|\leq 1+h} , ce qui achève la démonstration.